# Hares sund
Hares sund (även Harsundet, estniska Hari Kurk) är ett sund i västra Estland, 110 km sydväst om huvudstaden Tallinn. Den utgör gräns mellan landskapen Hiiumaa (Dagö) och Läänemaa. Hares sund är en del av det större havsområdet Moonsund och avser den smalaste delen av sundet mellan Dagö och Ormsö. I sundet ligger öarna (från norr) Kakralaid, Oxholm (Kadakalaid), Hares (Harilaid) och Eerikulaid.  